# Goodnight Kiwi

Goodnight Kiwi est un court métrage d'animation diffusé au moment de la clôture des émissions de la télévision publique néo-zélandaise (sur TV One et TV 2 de 1980 à 1994, sur TVNZ 6 depuis 2007). 
Il doit son nom à son personnage principal, un kiwi (oiseau tenant lieu de mascotte en Nouvelle-Zélande) toujours secondé de son chat (simplement appelé The cat).

## Synopsis
Les premières images de ce dessin animé d'une durée de soixante seconde montrent the goodnight kiwi et son compagnon the cat occupés à couper l'alimentation des moniteurs de la régie avant d'aller se coucher. Une fois les écrans éteints, the goodnight kiwi s'étire et met une cassette de la célèbre berceuse maorie « Hine e Hine » dans un magnétophone avant de se lever et de quitter le studio, suivi de près par son compagnon the cat. 
Le visage du personnage principal passe un bref instant dans le champ d'une caméra demeurée allumée, the cat emboîtant le pas du kiwi non sans faire quelques bonds et grimaces. The goodnight kiwi baisse alors un interrupteur, les lumières s'éteignent et il quitte le studio (suivi par le chat, que l'on n'aperçoit cependant pas à l'écran), laissant une bouteille de lait sur le pas de la porte. 
Quelques mètres plus loin, il monte dans un ascenseur qui le conduit au sommet d'un émetteur de télévision. Il se couche alors dans une antenne parabolique renversée, se couvre d'un drap sur lequel the cat vient rapidement prendre place et se rouler en boule. Le programme se termine par les mots : « Goodnight from Television New Zealand » (La télévision de Nouvelle-Zélande vous souhaite une bonne nuit).
Ce dessin animé, diffusé invariablement durant quatorze ans au moment de la clôture d'antenne (avant que les deux premières chaînes de la TVNZ n'émettent 24 heures sur 24) est considéré par beaucoup de téléspectateurs néo-zélandais comme une émission « culte ».